# Landkreis Ludwigsburg
Landkreis Ludwigsburg er en landkreis i den tyske delstat Baden-Württemberg. Den hører til Region Stuttgart i Regierungsbezirk Stuttgart (administrative region). Hovedsædet af kredset er den gamle württembergiske residensby Ludwigsburg, den største by i kredset. Landkreis Ludwigsburg er med 545.759 indbygger (30/09/2019) den 6.største kreds i Tyskland.